# Tymon Tytus Chmielecki

Erzbischofswappen von Tymon Tytus Chmielecki

Tymon Tytus Chmielecki (* 29. November 1965 in Toruń) ist ein polnischer Geistlicher, römisch-katholischer Erzbischof und Diplomat des Heiligen Stuhls.

## Leben
Tymon Tytus Chmielecki empfing am 26. Mai 1991 durch Papst Johannes Paul II. das Sakrament der Priesterweihe.
Seit 1995 befindet sich Chemielecki im diplomatischen Dienst des Heiligen Stuhls und war unterem in Österreich, der Ukraine, dem Senegal und Brasilien eingesetzt.
Am 26. März 2019 ernannte ihn Papst Franziskus zum Titularerzbischof von Tres Tabernae und bestellte ihn zum Apostolischen Nuntius in Guinea und in Mali. Die Bischofsweihe spendete ihm Kardinalstaatssekretär Pietro Parolin am 13. Mai desselben Jahres. Mitkonsekratoren waren Kurienerzbischof Paul Gallagher und der emeritierte Bischof von Toruń, Andrzej Suski. Als Apostolischer Nuntius in Mali wurde Tymon Tytus Chmielecki am 2. Februar 2022 durch Jean-Sylvain Emien Mambé abgelöst, der seit November 2022 auch die Nuntiatur in Guinea übernahm.